# Maladera opima
Maladera opima är en skalbaggsart som beskrevs av Shuhei Nomura 1967. Maladera opima ingår i släktet Maladera och familjen Melolonthidae. Inga underarter finns listade i Catalogue of Life.